# Новиківський заказник
Но́виківський зака́зник — лісовий заказник місцевого значення в Україні. Об'єкт природно-заповідного фонду Хмельницької області. 
Розташований у межах Старокостянтинівського району Хмельницької області, неподалік від північної околиці міста Старокостянтинів. 
Площа 301 га. Статус присвоєно згідно з рішенням 16 сесії обласної ради від 4.04.2001 року № 10. Перебуває у віданні ДП «Старокостянтинівський лісгосп» (Самчиківське л-во, кв. 1—7). 
Статус присвоєно для збереження лісового масиву з цінними насадженнями дуба. 